# Колпачок (деревня)
Колпачок — опустевшая деревня в Навлинском районе Брянской области в составе Бяковского сельского поселения.

## География
Находится в восточной части Брянской области на расстоянии приблизительно 11 км на северо-восток по прямой от районного центра поселка Навля.

## История
Упоминается с XVIII века как сельцо. Бывшее владение Батуриных, Паниных, Литвиновых, Емельяновых и других. В середине XX века работал колхоз «Свой труд». В 1866 году учтен был здесь 21 двор. На карте 1941 года обозначено как поселение с 114 дворами.

## Население
Численность населения: 288 человек (1866 год), 14 человек (русские 100 %) в 2002 году, 0 в 2010.